# Монтклеър (Ню Джърси)
Вижте пояснителната страница за други населени места с името Монтклеър.
Монтклеър (на английски: Montclair, звуков файл и буквени символи за произношението) е град в окръг Есекс, Ню Джърси, Съединени американски щати. Намира се на скалите на планината Уачунг, на 25 km северозападно от центъра на Ню Йорк. Монтклеър е търговски и културен център на Северен Джърси и много от жителите му путъват до Ню Йорк за работа и развлечение. Щатският университет Монтклер, вторият по големина университет в щата, се намира тук. Към преброяването в САЩ през 2020 г. населението е 40 921, което е увеличение от 3 252 (+8,6%) от преброяването през 2010 г.

## История
Монклер е сформиран като град на 15 април 1868 г. от части от град Блумфийлд, за да може да бъде построена втора железопътна линия до Монтклер. След референдум, проведен на 21 февруари 1894 г., Монтклер е реинкорпориран като град, в сила от 24 февруари 1894 г. Името му произлиза от френското mont clair, което означава „чиста планина“ или „светла планина“.
През 1980 г., след многобройни протести, подадени от служители на Монтклер относно неравенствата, вградени във федералната система за споделяне на приходите, Монтклер променя името си на „Град Монтклер“ чрез референдум, ставайки третата от над десет общини на окръг Есекс, които се прекласифицират като общини, защото федералните политики разпределят на общините повече от правителствената помощ за общините на глава на населението.
Преди канабисът да бъде легализиран за продажба както за медицинска, така и за развлекателна употреба през 2022 г., първият диспансер за марихуана в щата отворива врати в Монклер през декември 2012 г., присъединявайки се към Белмаур, Кранбъри, Ег Харбър Тауншип и Уудбридж Тауншип като една от петте общини, които са разрешили продажбата на медицински канабис.

## Личности
Родени в Монтклеър
- Стърлинг Хейдън (1916 – 1986), киноартист
- Ричард Бърги (р. 1958), киноартист
- Чък Бърги (р. 1952), барабанист
- Едуин Олдрин (р. 1930), космонавт
- Майкъл Спенс (р. 1943), икономист